# Rivière des Indiens (rivière Bell)
Pour les articles homonymes, voir Rivière des Indiens.
La rivière des Indiens est un affluent de la rivière Bell, coulant dans le territoire de Eeyou Istchee Baie-James (municipalité), dans la région administrative du Nord-du-Québec, au Québec, au Canada.

## Géographie
La route forestière R1000 menant vers le nord-ouest, coupant la rivière à mi-parcours, dessert ce bassin versant.
Les bassins versants voisins de la rivière des Indiens sont :
- côté nord : rivière Bell, ruisseau François ;
- côté est : rivière de l'Esturgeon, rivière Daniel, lac Taibi ;
- côté sud : ruisseau Kabananiwi, rivière Coigny, rivière Bigniba ;
- côté ouest : ruisseau Dollard, rivière Harricana, rivière Allard.

La rivière des Indiens prend naissance d'une zone de marais (altitude : 334 m) dans la municipalité d'Eeyou Istchee Baie-James. Cette source est située à l'est du cours de la rivière Harricana.
Son cours coule sur environ 76 km selon les segments suivants :
- vers le sud puis vers l'ouest traversant une série de petits lacs jusqu'à un ruisseau (venant du sud) ;
- vers le nord-ouest, jusqu'à la décharge (venant du Sud) des lacs Kamadjideweckode et Kakinogama ;
- vers le nord-est, jusqu'à un ruisseau (venant du sud) ;
- vers le nord, jusqu'à la décharge (venant du sud) d'un petit lac ;
- vers le nord-est, jusqu'à la route forestière R1000 ;
- vers le nord-est en traversant quelques zones de marais, jusqu'à sa confluence[2].

À partir de la confluence de la rivière des Indiens, la rivière Bell coule vers le nord jusqu'à la rive sud du lac Matagami. Cette dernière se déverse à son tour dans la rivière Nottaway, un affluent de la baie de Rupert (baie James).
La confluence de la rivière des Indiens avec la rivière Bell est située au sud du pont ferroviaire menant à Matagami.

## Histoire
Le toponyme rivière des Indiens a été officialisé le 5 décembre 1968 à la Commission de toponymie du Québec, soit lors de sa création.